# توم كاعك
توم كاعك (بالهولندية: Tom Kaak)‏ هو لاعب كرة قدم هولندي في مركز الهجوم، ولد في 31 مارس 1978 في فينترسفايك في هولندا. لعب مع دي غرافشاب ونادي دارلنجتون وهيراكليس ألميلو.